# Doipa
Doipa es un despoblado que actualmente forma parte de los concejos de Arzubiaga, Lubiano y Ullíbarri-Arrazua, que están situados en el municipio de Vitoria, en la provincia de Álava, País Vasco (España).

## Localización
Estaba situado entre los concejos vitorianos de Arzubiaga, Junguitu, Lubiano y Ullíbarri-Arrazua.

## Toponimia
A lo largo de los siglos ha sido conocido con los nombres de Doipa, Doypa, San Juan de Doipa y Ulibarri-Doypa.

## Historia
Documentado desde 1025 (Reja de San Millán), en 1332 estaba agregado a Vitoria, despoblándose a principios del siglo XVII.